# Mompha ludwigiae
Mompha ludwigiae é uma espécie de mariposa do gênero Mompha pertencente à família Coleophoridae.